# Atletica leggera ai Giochi della XXVI Olimpiade - Salto triplo maschile

Video della Finale

Il salto triplo ha fatto parte del programma di atletica leggera maschile ai Giochi della XXVI Olimpiade. La competizione si è svolta nei giorni 26-27 luglio 1996 allo Stadio Olimpico del Centenario di Atlanta.

## Presenze ed assenze dei campioni in carica
| Competizione         | Atleta           | Prestazione | Atlanta 1996 |
| -------------------- | ---------------- | ----------- | ------------ |
| Olimpiadi 1992       | Mike Conley      | 18,17w m    | Presente     |
| Commonwealth 1994    | Julian Golley    | 17,03 m     | Non selez.   |
| Goodwill Games 1994  | Kenny Harrison   | 17,43 m     | Presente     |
| Europei 1994         | Denis Kapustin   | 17,62 m     | Non selez.   |
| Coppa del mondo 1994 | Yoelbi Quesada   | 17,61 m     | Presente     |
| Asiatici 1994        | Oleg Sakirkin    | 17,21 m     | Assente      |
| Panamericani 1995    | Yoelbi Quesada   | 17,67 m     | Presente     |
| Mondiali 1995        | Jonathan Edwards | 18,29 m     | Presente     |
|                      |                  |             |              |
| Mondiali junior 1992 | Yoelbi Quesada   | 17,04 m     | Presente     |

1. ↑  Nel corso della gara Conley salta 17,63 m con vento nei limiti stabilendo il nuovo record olimpico.
2. ↑  Sotto la bandiera di Cuba.

## La gara
Jonathan Edwards viene da una striscia di 22 vittorie consecutive.

Il miglior salto di Qualificazione è di Kenny Harrison con 17,58.
Al primo turno di finale l'americano atterra a 17,99 (record olimpico) uccidendo di fatto la gara. Nessuno gli si avvicina: nei primi due turni il secondo miglior salto è 17,29 di Yoelbi Quesada. Jonathan Edwards, intanto, è incappato in due nulli e rischia seriamente di finire la sua gara anzitempo. Riesce a non fare nullo al terzo tentativo e con un normale, per lui, 17,13 può proseguire la gara. Nel frattempo Harrison ha sfondato il muro dei 18 metri con 18,09, nuovo record olimpico.
Nel quarto turno si decidono le posizioni dalla seconda alla quarta:  Edwards indovina un salto a 17,88 che gli assicura la seconda piazza; Conley sale a 17,40 ed è terzo, ma Quesada gli risponde subito con un 17,44 che lo mette a tacere.

Negli ultimi due turni tutti i primi quattro fanno nullo, per deconcentrazione o demotivazione.

## Risultati

### Turno eliminatorio
Qualificazione17,00 m
Cinque atleti ottengono la misura richiesta. Ad essi sono aggiunti i sette migliori salti, fino a 16,73 m.

### Finale
| Primatista mondiale   | 18,29 | Jonathan Edwards | Presente |
| Primatista stagionale | 17,82 | Jonathan Edwards | Presente |

1. ↑  Stabilito il 25 giugno.

| Pos     | Paese e Atleta       | 1° salto | 2° salto | 3° salto | 4° salto | 5° salto | 6° salto | Miglior Misura | Note            |
| ------- | -------------------- | -------- | -------- | -------- | -------- | -------- | -------- | -------------- | --------------- |
| Oro     | Kenny Harrison       | 17,99    | X        | 18,09    | X        | -        | -        | 18,09          | Record olimpico |
| Argento | Jonathan Edwards     | X        | X        | 17,13    | 17,88    | X        | X        | 17,88          |                 |
| Bronzo  | Yoelbi Quesada       | 17,04    | 17,29    | X        | 17,44    | X        | X        | 17,44          |                 |
| 4       | Mike Conley          | 17,08    | X        | 16,17    | 17,40    | X        | X        | 17,40          |                 |
| 5       | Armen Martirosyan    | 16,85    | X        | 16,97    | 16,48    | X        | 16,34    | 16,97          |                 |
| 6       | Brian Wellman        | 16,95    | X        | 16,82    | X        | X        | X        | 16,95          |                 |
| 7       | Galin Georgiev       | 16,85    | X        | X        | X        | X        | 16,92    | 16,92          |                 |
| 8       | Robert Howard        | 16,72    | 16,83    | 16,90    |          |          |          | 16,90          |                 |
| 9       | Viktor Sotnikov      | 16,84    | 16,53    | 16,56    |          |          |          | 16,84          |                 |
| 10      | Volodimir Kravchenko | 16,35    | 15,92    | 16,62    |          |          |          | 16,62          |                 |
| 11      | Frank Rutherford     | 16,38    | X        | 16,36    |          |          |          | 16,38          |                 |
| N.C.    | Jerome Romain        | X        | -        | -        |          |          |          | N.M.           |                 |

La misura di 17,88 di Jonathan Edwards è la migliore di sempre per un atleta non vincitore del titolo olimpico.